# Hälltjärnen (By socken, Dalarna)
Hälltjärnen är en sjö i Avesta kommun i Dalarna och ingår i Dalälvens huvudavrinningsområde.